# Megchelen

Map - NL - Oude IJsselstreek - Wijk 01 Overig Gendringen - Buurt 01 Megchelen

Map - NL - Oude IJsselstreek - Wijk 01 Overig Gendringen - Buurt 05 Verspreide huizen Megchelen

Megchelen is een Nederlands dorp gelegen in de streek Liemers   Vanuit nationale instanties (zoals het CBS) wordt de plaats in bepaalde gevallen ook bij het Gelderse bestuursorgaan en toeristisch samenwerkingsverband Achterhoek ingedeeld, net als andere delen van de gemeente Oude IJsselstreek. Tot aan de gemeentelijke herindeling hoorde het tot de voormalige gemeente Gendringen. Megchelen ligt direct aan de landsgrens met Duitsland. Het is voor 75% omsloten door de Duitse grens. Grensplaatsen zijn de Duitse plaatsen Anholt (2 km), Millingen (5 km) en Rees (8km). Megchelen is een rustiek plattelandsdorp met fiets- en wandelgelegenheid in het grensgebied met Duitsland. Met de Stadt Rees am Rhein wordt jaarlijks een wandeltocht georganiseerd op de tweede zondag in maart. Megchelen telde per 1 januari 2023 965 inwoners, waarvan ongeveer een derde in het buitengebied woont.

## Geschiedenis
Megchelen wordt al in het begin van de vijftiende eeuw genoemd. De oudste vermelding is mogelijk al rond 1200 onder de naam Mechtlo. In 1402 wordt het erf Scryecke genoemd in het Register op de leenboeken van het vorstendom Gelre en graafschap Zutphen, kwartier Zutphen, uit 1917. In 1411 worden nog eens acht boerenerven genoemd. In 1414 komen daar ter Panne en ter Hove bij. En in 1417 erf to Medevorde. In 1393 en 1423 wordt het erf Swaneborch genoemd.
De buurschap Megchelen had een kapel die waarschijnlijk in 1411 in gebruik is genomen en die tijdens de reformatie Hervormd werd, terwijl de meeste inwoners katholiek bleven. In 1855 werd een nieuwe waterstaatskerk gebouwd als bijkerk van Gendringen. In 1863 werd Megchelen een zelfstandige parochie. 
Op 28 maart 1945 was Megchelen de eerste Nederlandse plaats die bevrijd werd ten noorden van de Rijn.

## Bezienswaardigheden
- Sint-Martinuskerk
- Hetter-Millinger Bruch natuurgebied

### Rijksmonumenten
Megchelen telt drie objecten ingeschreven in het rijksmonumentenregister:
- Lijst van rijksmonumenten in Megchelen

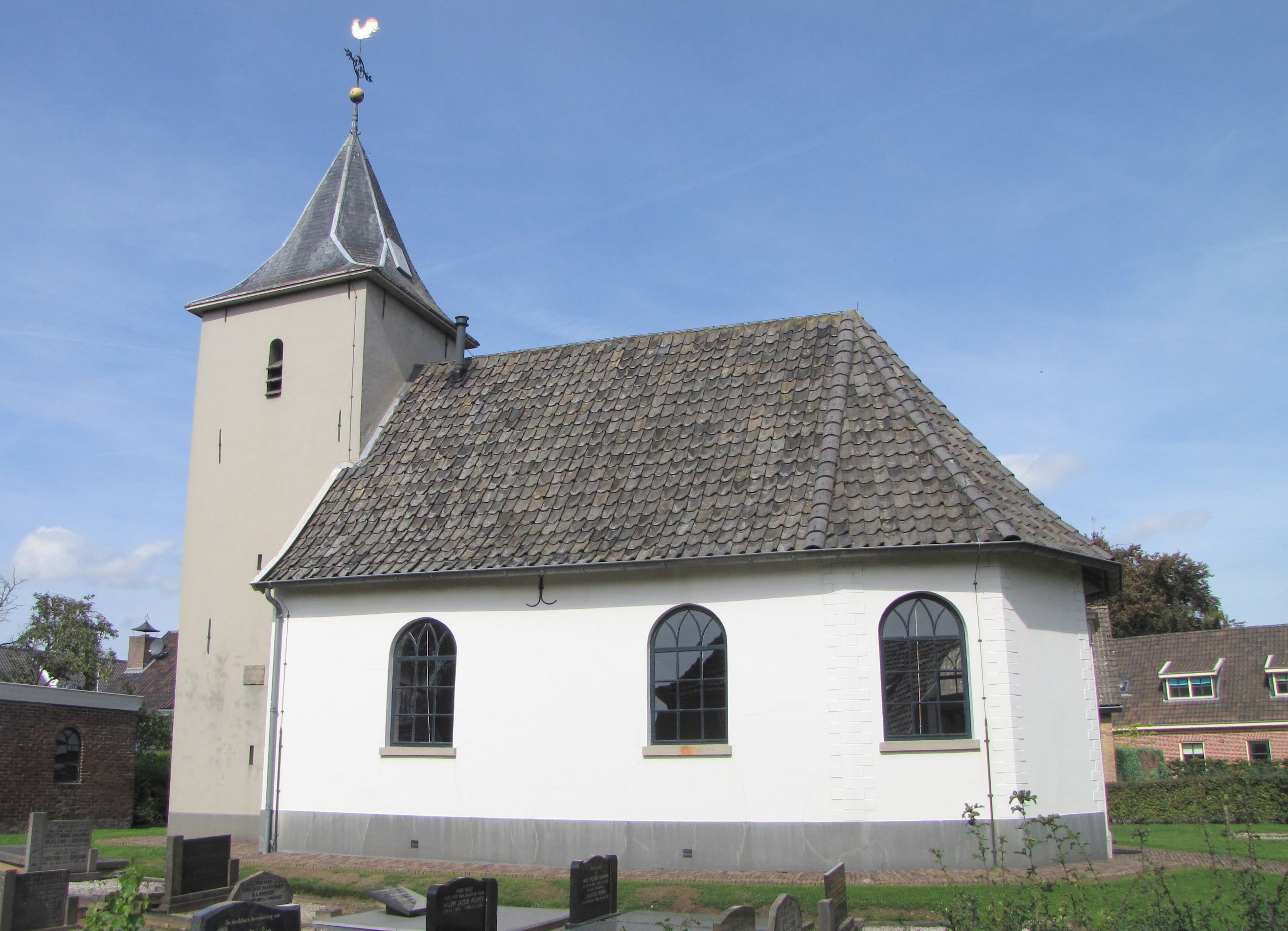
Hervormde kerk
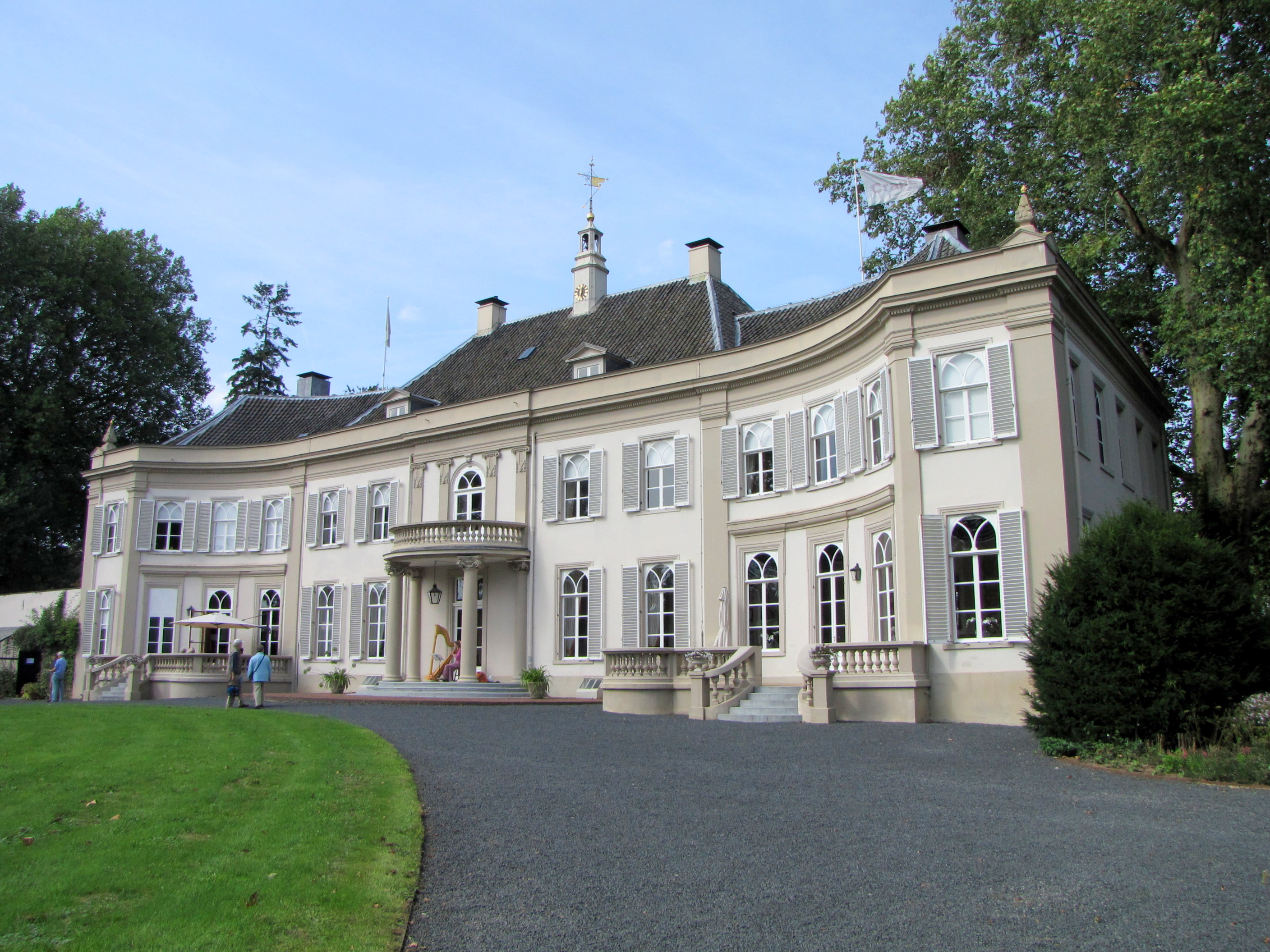
Huis Landfort met het bijbehorende bosgebied
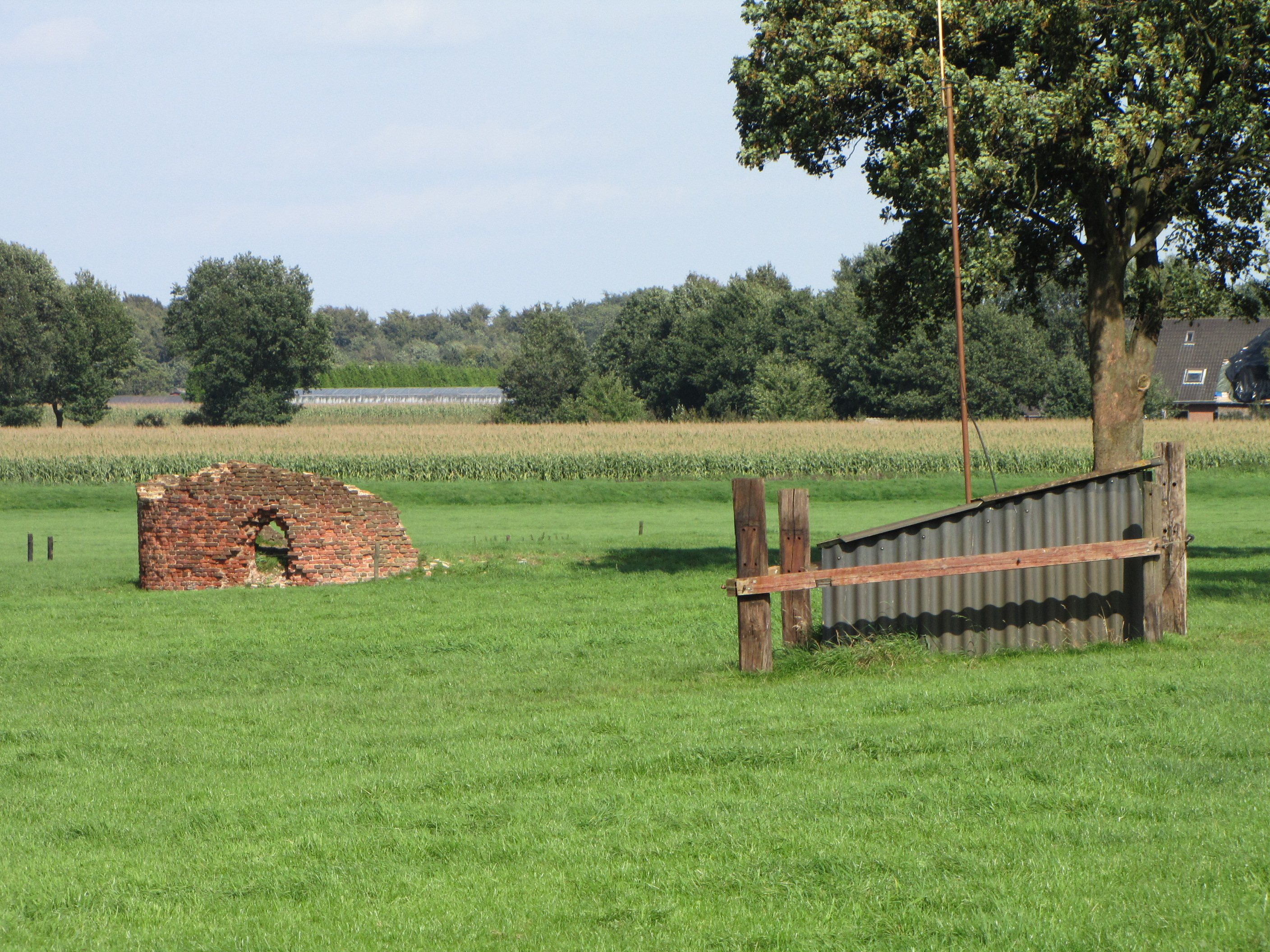
Kasteelterrein Zwanenburg

- Hervormde kerk
- Huis Landfort
- Kasteelterrein Zwanenburg met kleine ruïne

### Gemeentelijke monumenten
Megchelen kent tien gemeentelijke monumenten:
- Lijst van gemeentelijke monumenten in Megchelen

## Afbeeldingen

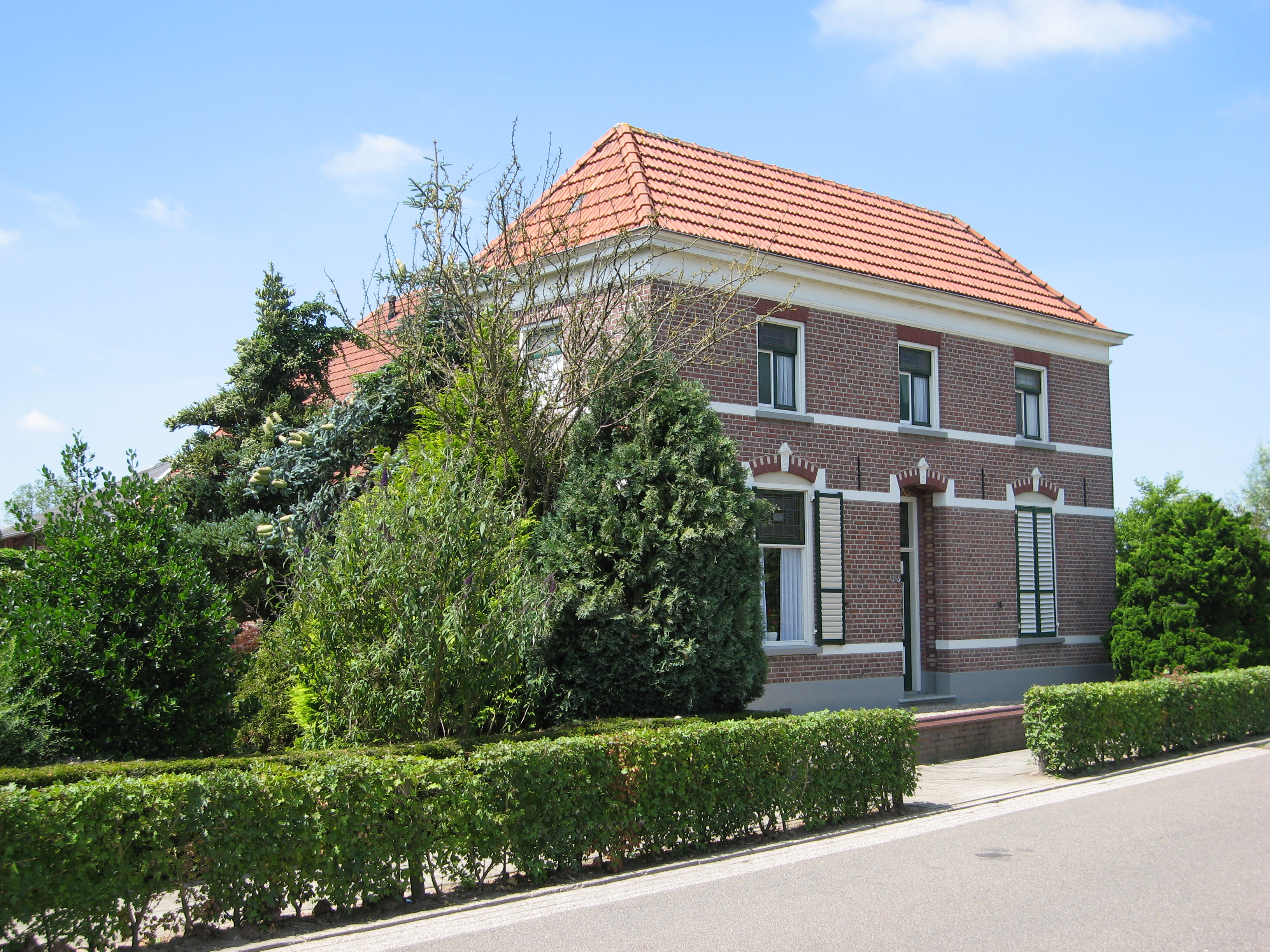
Huis aan de Julianaweg
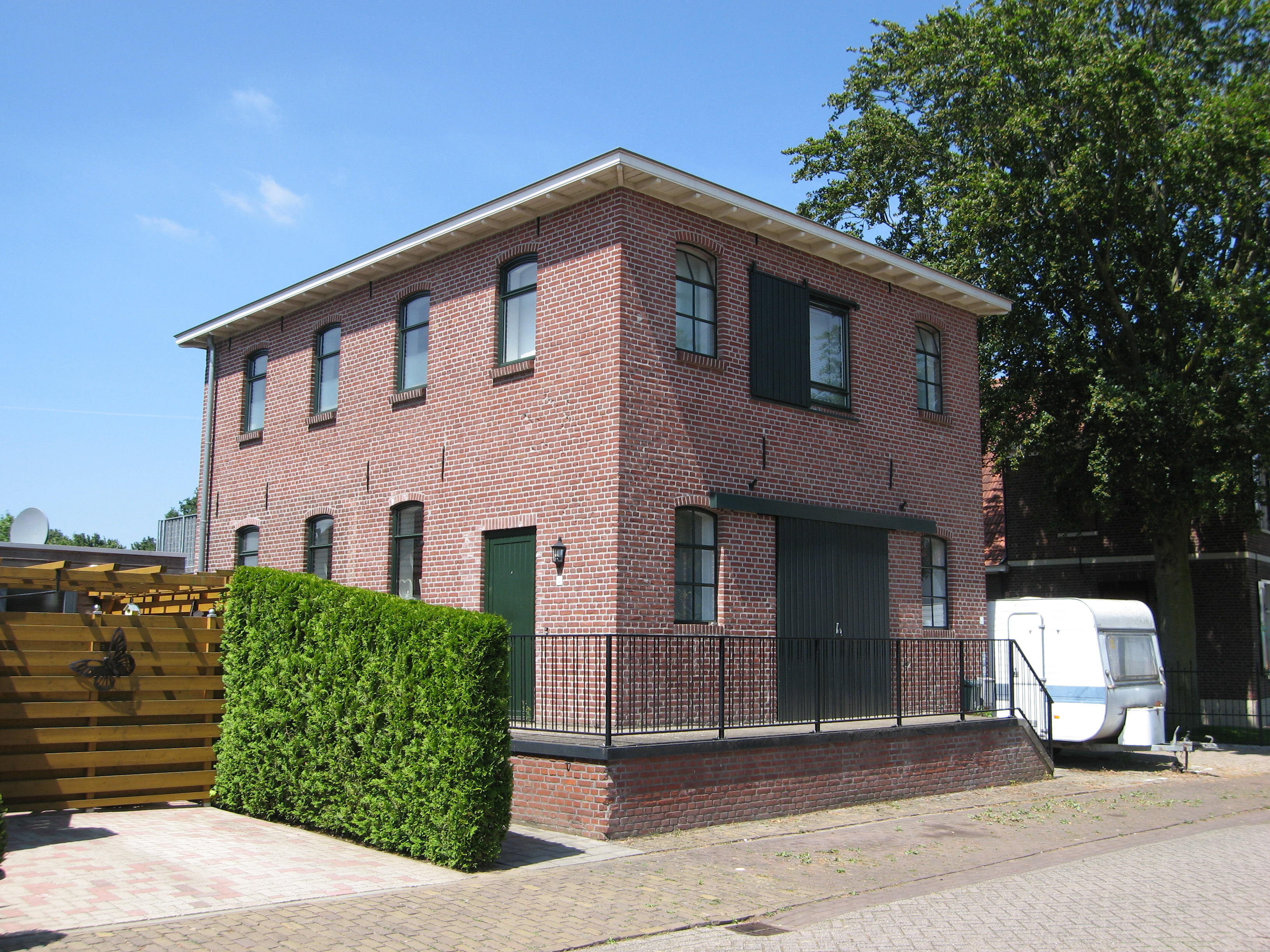
Voormalige maalderij
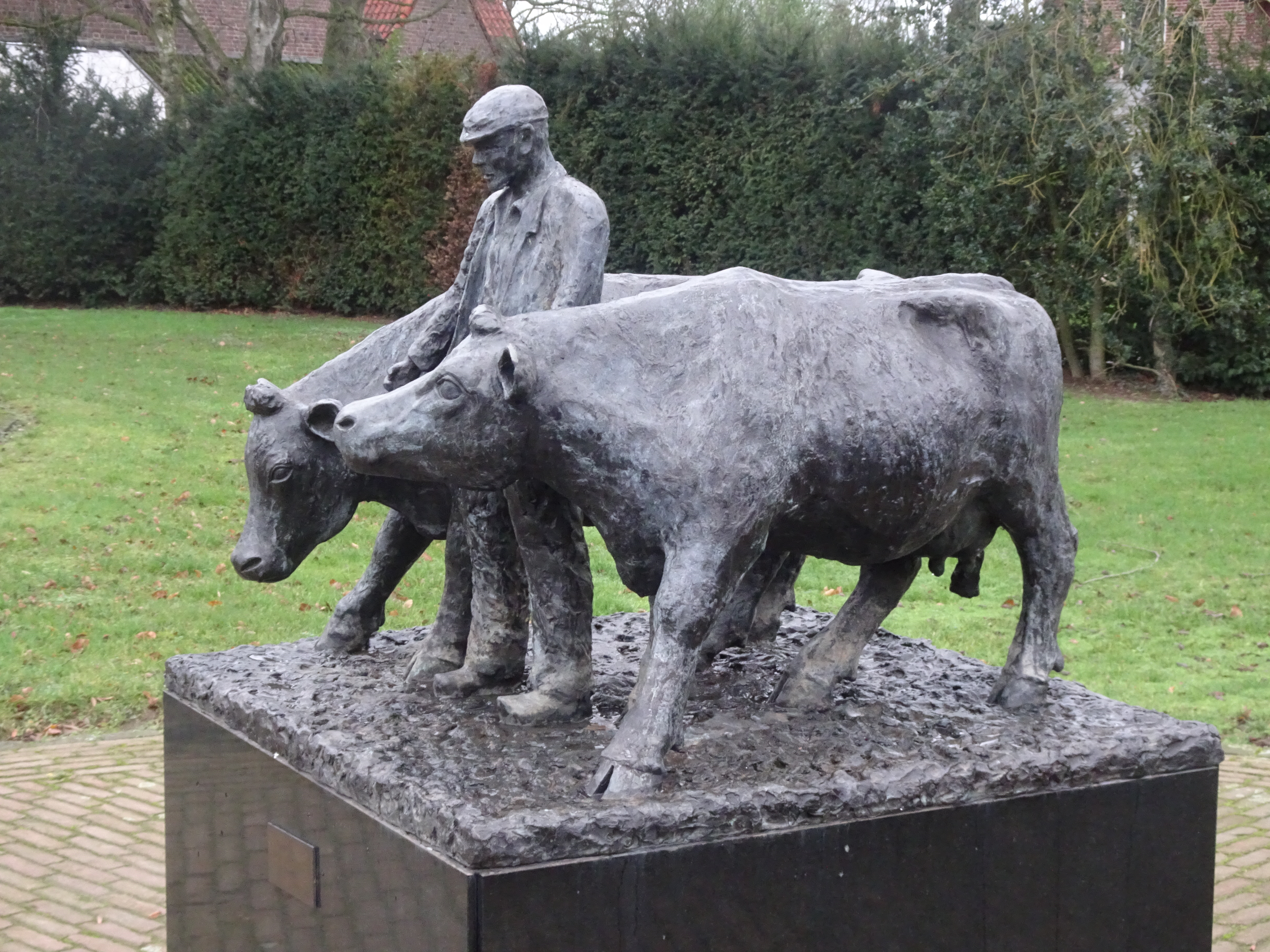
'Boer met koeien', Bert Overkamp, 2003

Stad: Terborg

Dorpen: Bontebrug · Breedenbroek · Etten · Gendringen · Megchelen · Netterden · Silvolde · Sinderen · Ulft · Varsselder · Varsseveld · Westendorp

Buurtschappen en gehuchten: De Heuven · Engbergen · Heelweg-Oost · Heelweg-West · Milt · Vriezelaar · Rafelder · Veldhunten · Voorst · Wals · Warm · Wieken · IJsselhunten · Ziek

Gelderland: Steden en dorpen in Gelderland      Nederland: Provincies · Gemeenten